# Бартлетт, Роберт Джон
Ро́берт Ба́ртлетт (англ. Robert John Bartlett; род. 27 ноября 1950, Лондон) — британский историк-медиевист, специалист по Англии 1066—1300 годов. Доктор философии (1978), эмерит-профессор Сент-Эндрюсского университета, член Британской академии (1997) и членкор Американской академии медиевистики (2012), лауреат Wolfson History Prize за книгу The Making of Europe: Conquest, Colonization and Cultural Change, 950—1350 (1994). Это его самая известная книга — "Становление Европы: Экспансия, колонизация, изменения в сфере культуры. 950—1350 гг.".

## Биография и творчество
Вырос в Южном Лондоне в обеспеченной и благополучной семье; учился в Battersea Grammar School в 1960-х.
Получил университетское образование в Кембридже (окончил Питерхаус в 1972 году как бакалавр, в 1976 году получил степень магистра), Оксфорде (получил степень доктора философии в колледже Святого Иоанна) и Принстоне (в 1976-77).
Преподавал в университетах Эдинбурга (с 1980) и Чикаго (с 1986); затем именной профессор (Bishop Wardlaw Professor) средневековой истории Сент-Эндрюсского университета (с 1992), с 2016 года эмерит.
Первая книга — Gerald of Wales, 1146—1223. Также автор книг England Under the Norman and Angevin Kings (OUP, 2000), The Hanged Man: A Story of Miracle, Memory, and Colonialism in the Middle Ages (2004) {Рец. Nóra Berend}, The Natural and the Supernatural in the Middle Ages (CUP, 2008) и The Middle Ages and the Movies. Соредактор History and Historians: Selected Papers of R.W. Southern (Malden, MA: Blackwell Publishing, 2004) {Рец.}. Рецензией на The Making of Europe. Conquest, Colonization and Cultural Change, 950—1350 отзывался Rees Davies. Высоко оценил его книгу Blood Royal (2020) Уильям Честер Джордан.
Является сценаристом и ведущим нескольких документальных сериалов BBC, включая «Inside the Medieval Mind», «The Normans», «The Plantagenets».
Лауреат Otto Gründler Book Prize (2015). В 2016 году в его честь вышел сборник эссе «The Making of Europe» (соредакторства John Hudson (historian)).
Женат на писательнице, трое детей.